# Contea di McDonough
La contea di McDonough (in inglese McDonough County) è una contea dello Stato dell'Illinois, negli Stati Uniti. La popolazione al censimento del 2000 era di 32 913 abitanti. Il capoluogo di contea è Macomb.